# マンクスTT スーパーバイク
『マンクスTT スーパーバイク』（Manx TT Superbike）は、セガが発売したアーケード用ゲーム作品。1995年に稼動開始された。

## 概要
実在のバイクレース競技である「マン島TTレース」をモチーフとしたレースゲーム。バイクを模した大型のコントローラーに乗り、左右に倒して操作する体感ゲームである。類似のバイクレースゲームは数多く発売されたが、それらはほぼ全て、プレイヤーは両足を地面に着けて脚の力を使ってコントローラーを操作していた。しかしこの作品の筐体には両足を乗せるステップが存在し、足を地面から離して現実のバイクとほぼ同じ姿勢でプレイする事ができる。全身の体重移動のみを用いてバイクを操縦するという、従来のバイクゲームには無かったリアルな臨場感を味わえる画期的な作品だった。
AM3はゲーム制作にあたり、オートバイレーシングチームのカストロール・ホンダに相談し、オートバイのどこから音が聞こえ、それがライダーの耳にどのように伝わるかの研究など、多くの点で彼らを助けました。チームはこの体験をリアルに再現するために4つのサウンド出力が必要であると判断した。モデル2のアーケードボードには2つのサウンド出力しかないため、追加の2つのサウンド出力にモデル1サウンドボードを使用した。
開発時、実際にマン島でロケを行ったグラフィックは再現度が高く、「マン島政府観光協会からお墨付きを頂くほど」だったと言う。
1997年3月14日にはセガサターン版が、12月5日にはMicrosoft Windows版が発売された。

## 筐体
画面に大型プロジェクタを使用した「DX筐体」と、ブラウン管を使用し2人対戦プレイ用の「TWIN筐体」の2種類がリリースされた。また、複数台連結する事で最大8人の対戦が可能である。この筐体は後に『モーターレイド』にも使われた。音響面での特徴として、プレイヤー前方にBGMとシステムSE用のスピーカーが配された他、エンジン部、排気管（サイレンサー）部にも独立したSE用のスピーカーが配置され、臨場感を高める工夫がされている。

## 登場バイク
ホンダ・RVF/RC45
スズキ・GSX-R750